# 小堀鐸二
小堀 鐸二（こぼり たくじ、1920年11月15日 - 2007年9月5日）は、日本の建築構造学者。構造家。京都大学名誉教授。（株）鹿島建設最高技術顧問。専門は、耐震工学・地震工学。
京都大学教授、建設省・通産省の建築部会長、鹿島建設代表取締役副社長を歴任、1986年11月株式会社小堀鐸二研究所を設立。高層ビルの制震構造を開発、実用化した。

## 経歴
1950年代に「制震理論」を提唱、「制震」という言葉を世に広めた。小堀は関東大震災を2歳9カ月で被災している。小堀は、地震に対して受け身の姿勢でなく、能動的に対処していく必要を説き、「難度が最も高い地震を制御できれば、風による振動や機械振動など他の振動の制御はよりたやすくなる」「制御技術の難易度からすれば、むしろ『制震』が『制振』を包含するとみなければならない」と述べている。（著書「制震構造」（1993年））
政府関係の諸委員として建築基礎地盤の動特性と建築構造物の耐震性の研究に尽力、推進した。
高層ビルの制震構造を開発、実用化に関する国際的な先駆者である。非線形振動論、弾性波動論、確率論を基礎とする構造物の耐震設計理論は国内外の学界から高く評価された。制震システムの基礎理論の構築し、アクティブ制震を世界で初めて建築物に適用した。行政の建築、都市防災などに関わる面においても新たな施策の展開に指導的役割を果たした。

## 略歴
- 東京生まれ。
- 1945年9月 早稲田大学理工学部建築学科卒業
- 1951年
  - 9月 早稲田大学大学院特別研究生前期修了
  - 10月 京都大学工学部講師
- 1954年3月 京都大学工学部助教授
- 1961年4月 京都大学防災研究所助教授
- 1962年 京都大学防災研究所教授（地盤震害部門）
- 1966年 京都大学工学部に配置換、建築学第二学科建築基礎工学講座
- 1979年4月 - 1981年3月 京都大学評議員
- 1984年
  - 京大を停年退官、名誉教授
  - 4月 近畿大学理工学部教授（ - 1985年3月）
- 1985年4月 - 1992年 鹿島建設（株）代表取締役副社長
- 1986年11月 株式会社小堀鐸二研究所を設立。

## 役職
- 1970年12月より約15年間、建設省建築技術審査会高層部会長
- 1972年4月 - 1974年3月 文部省学術審議会専門委員
- 1973年2月より12年間、通産省原子力発電技術顧問会（建築構造）会長[7][4]
- 1981年1月 - 1984年12月 日本学術会議会員（第12期）
- 1983年1月 - 1984年12月 日本建築学会会長[8]
- 1988年8月 - 1996年 国際地震工学会理事
- 1994年 設立された国際構造制御学会 (IASC) 副会長
- 1996年 国際構造制御学会会長

## 受賞
- 1959年 日本建築学会賞（論文）「建築構造の耐震工学的基礎研究」
- 1976年 第20回京都新聞文化賞「耐震建築に関する一連の研究」
- 1985年 科学技術庁長官賞「我国の原子力施設の耐震性向上に対する貢献」
- 1990年 日本建築学会大賞「地震工学の発展に関する一連の功績」
- 1993年 日本建築協会賞特別賞「先駆的な一連の制震構造の研究と技術開発」
- 1997年
  - 京都府文化賞特別功労賞
  - 松井源吾賞「フジテレビ本社ビル」